# نيكول باني
نيكول باني (بالفرنسية: Nicole Pani)‏ هي عداءة سريعة فرنسية، ولدت في 30 أكتوبر 1948 في سوريسن في فرنسا.

## وصلات خارجية
- نيكول باني على موقع الاتحاد الفرنسي لألعاب القوى (الفرنسية)
- نيكول باني على موقع أوليمبيديا (الإنجليزية)